# Radmila Popovici
Radmila Popovici (n. 31 august 1972, Florițoaia Veche, raionul Ungheni, RSS Moldovenească, URSS) este o poetă, scriitoare și textieră din Republica Moldova, membră a Uniunii Scriitorilor din Moldova și din România.

## Educație
A urmat Școala cu clasele I-VIII din Florițoaia Veche, raionul Ungheni, în perioada 1979-1987. Între 1987-1991, a urmat Școala Pedagogică din Călărași, apoi Universitatea de Stat din Republica Moldova – Facultatea de Litere din Chișinău (1991-1996).

## Carieră
În perioada noiembrie 1993 – septembrie 1994 a fost profesoară de limbă și literatură română la Școala Generală nr. 1 din Chișinău. A lucrat ca laborant-tehnician, traducătoare și practicantă la Grădina Botanică din Chișinău (noiembrie 1992 – octombrie 1993). A fost manager vânzări și ticketing la Agenția Aeriană „Moldavian Airlines” (1996 – 2002) și la Agenția de Turism „Voiaj Internațional”.
În 2010 a devenit membră a Uniunii Scriitorilor din Moldova, iar în 2015 membră a Uniunii Scriitorilor din România.
Publică în revistele literare Revista Literară (Republica Moldova), Timpul România (Ediția din Republica Moldova), Noi (Republica Moldova), Zona literară (România), Libris (România), Lumina (România), Literadura (România), Urmuz (România), Astralis (România), Itaca Dublin (Irlanda) și Orizonturi poetice (Spania).
În 2016 a debutat în calitate de actriță cu rolul mamei lui Charles Bovary în spectacolul Madame Bovary (după romanul omonim al lui Gustave Flaubert, în regia Danielei Burlaca) și până în 2020 a făcut parte din trupa de actori a Teatrului Geneza Art.
În 2017 a realizat volumul de interviuri Reconstituiri cu Ileana Popovici – un dialog cu mătușa ei, actrița Ileana Popovici, o personalitate în televiziunea, muzica și cinematografia românească. Cartea a fost lansată în cadrul festivalului Serile Filmului Românesc, la Ateneul din Iași. Această carte a fost reeditată în cadrul Colecției Biblioteca Giurgiuveană în 2020 și lansată la Biblioteca Județeană „I. A. Bassarabescu” Giurgiu, în iulie 2022. Evenimentul a fost organizat cu sprijinul Clubului Inner Wheel „Danubius” din Giurgiu și prezentat de Octavian Ursulescu.
În anul 2018 a reprezentat Republica Moldova în calitate de reporter radio (Radio Moldova) la Festivalul cântecului italian de la Sanremo (Ediția 68), alături de Ileana Popovici, reprezentanta României la Sala Stampa.
În 2021 a scris versurile pentru o piesă interpretată de Paula Seling, pe muzica lui Alexandru Gorgoș.
În 2022 a prezentat pe scena Teatrului Național „Mihai Eminescu” din Chișinău spectacolul muzical-poetic aniversar cu genericul „La început a fost liniștea” (pe versuri semnate de Radmila Popovici, în regia Alinei Țurcanu).
A publicat mai multe volume de poezie, devenind o scriitoare reprezentativă pentru literatura basarabeană.
Poeziile sale sunt traduse în limbile: franceză, italiană, germană, spaniolă și engleză. A participat la Târguri de carte, inclusiv la cel de la Paris, cu volume de poezie apărute la București, toate traduse în franceză: Iseult arrive („Intimatum”), Unique („Unicat”), La laide („Urâta”). Poetul Christian W. Schenk a tradus în limba germană o selecție de poezii de Radmila Popovici – Geronnene wege („Cărări închegate”) în 2019. La începutul anului 2020, a apărut la Iași cartea L’eau qui boit ses mains (Apa care își bea mâinile), tradusă în franceză de către Victoria Sicorschi. În anul 2021 a lansat un volum de micropoeme PoEsențe în colaborare cu renumitul pictor Lică Sainciuc (Editura Cartego, Chișinău) pe care l-a prezentat în 2022 la Salonul de Carte de la Frankfurt.
Radmila Popovici a lansat în noiembrie 2023 volumul Și eu sunt Ucraina, un manifest poetic apărut la Editura Junimea, în care poeta sancționează liric războiul actual din Ucraina. Cartea are o prefață intitulată „Împotriva barbariei”, semnată de Sorin Bocancea, politolog și profesor universitar dr. la Universitatea „Petre Andrei” din Iași, și o postfață de jurnalista și scriitoarea Angela Aramă. Pe 26 noiembrie, cartea a fost prezentată la Standul Ambasadei Ucrainei în Republica Moldova în cadrul Târgului Internațional de Caritate organizat la Palatul Republicii.
În iunie 2024 a avut loc la Palatul Republicii din Chișinău premiera spectacolului dramatic cu elemente de poezie și plastică corporală „Iubește-te”, realizat după piesa de teatru Vocea umană de Jean Cocteau și poemele Radmilei Popovici. Regia a fost semnată de Alina Țurcanu.

## Premii
În 2009 a primit Premiul Uniunii Scriitorilor din Moldova (Debut) pentru volumul Mi-s.
În 2012 Ministerul Tineretului și Sportului al Republicii Moldova i-a acordat Premiul Salonului Internațional de Carte de la Biblioteca Națională a Republicii Moldova, ediția 2012, pentru volumul de poezii EvAdam.
În 2013 a primit Premiul Uniunii Scriitorilor din Moldova (Poezie) pentru volumul EvAdam.
În 2015, a primit Premiul Salonului Internațional de Carte de la Biblioteca Națională a Moldovei pentru volumul Unicat.
Tot în 2012 a primit Premiul III la Festivalul-concurs „Crizantema de Argint” (secțiunea creație), pentru textul romanței „Ușa” (muzică de Marian Stârcea). La ediția din 2018 a aceluiași festival a obținut Premiul III pentru piesa „Ah, ce scumpă-i viața”, muzică de Ilie Văluță, versuri Radmila Popovici.
În 2013 Ministerul Educației i-a acordat Premiul Salonului Internațional de Carte de la Biblioteca Națională a Moldovei din 2013, pentru cartea de cântece Portativul cu pistrui. În 2014, același premiu i-a fost acordat de Primăria din Chișinău, pentru volumul Intimatum.
În 2017 i s-a acordat Premiul „Omul Anului 2016” în Literatură.
În 2020 a primit Premiul de Excelență din partea Revistei Regal Literar din România, pentru volumul Vene și artere.
În 2021 a primit Premiul special „Detectiv literar” în cadrul Concursului Național de Creație Literară „Vasile Voiculescu” (ediția XXXIII-a, România), pentru volumul Vene și artere.
În 2021 Primăria Municipiului Chișinău i-a acordat Diploma de merit în cadrul Concursului Internațional de Interpretare și Creație a Romanței „Crizantema de Argint”. 
În 2023 i s-a acordat Premiul „Omul Anului 2022” în Literatură.
În 2023 Ministerul Culturii din Republica Moldova i-a acordat Premiul Constantin Stere în domeniul literaturii pentru anul 2022, pentru spectacolul muzical-poetic La început a fost liniștea. Un alt premiu obținut de Radmila Popovici a fost Premiul „Grigore Vieru” pentru poezie în cadrul ediției a XVI-a a Festivalului Internațional de Poezie „Grigore Vieru”, organizat în mai 2024.

## Opera literară
- 2008 – Mi-s (Poezii. Editura Prut Internațional, Colecția La steaua, Chișinău);[29]
- 2011 – 101 poeme (Poezii. Editura Biodova, București)
- 2012 – EvAdam (Poezii. Ilustrații de Teodor Buzu, Editura Gunivas, Chișinău)[29]
- 2012 – Mi-s (Poezii. Ediția a II-a, Editura Gunivas, Chișinău)
- 2013 – A(l)ta (Antologie de poezii. Editura TipoMoldova, Colecția Opera Omnia. Poezie contemporană, Iași)
- 2013 – Portativul cu pistrui (Carte de cântece pentru copii cu CD – autoare de texte pe muzică de Marian Stârcea, Editura Arc, Chișinău)
- 2014 – Intimatum (Poezii. Editura Vinea, București)[30][31]
- 2015 – Iseult arrive (Poezii. Traducere în limba franceză a volumului Intimatum de către Olivier Martin-Grâce, Editura Vinea, București)
- 2015 – Unicat (Poezii. Editura Vinea, București)[29]
- 2016 – Urâta (Poezii. Ilustrații de Teodor Buzu, Editura Vinea, București)
- 2016 – Unique (Poezii. Traducere în limba franceză a volumului Unicat de către Victoria Sicorschi, Editura Vinea, București)
- 2017 – La laide (Poezii. Ilustrații de Teodor Buzu. Traducere în limba franceză a volumului Urâta de către Sorin Barbul, Editura Vinea, București)
- 2017 – Reconstituiri cu Ileana Popovici (Interviuri. Editura Adenium, Iași)
- 2018 – Apa care își bea mâinile (Poezii. Editura Junimea, Iași)
- 2019 – Geronnene wege (Cărări închegate) (Poezii. Traducere în limba germană a unei selecții de poezii din mai multe volume de către Christian W. Schenk, Editura Dyonysos, Rhein, Germania)
- 2019 – Unica (Poezii. Traducere în limba italiană a volumului Unicat de către Daniela Barda, Editura Unu, Chișinău)[2]
- 2020 – Vene și artere (Poezii. Ilustrații de Teodor Buzu, Editura Arc, Chișinău)[32]
- 2020 – L’eau qui boit ses mains (Poezii. Traducere în limba franceză a volumului Apa care își bea mâinile de către Victoria Sicorschi, Editura Junimea, Iași)
- 2021 – PoEsențe (Micropoeme. Grafică de Lică Sainciuc, Editura Cartego, Chișinău)[33]
- 2022 – Fără escale (Poeme în proză. Ilustrații de Teodor Buzu, Editura Epigraf, Chișinău)
- 2022 – n ceruri odată (Poezii. Ilustrații de Teodor Buzu, Editura Junimea, Iași)
- 2023 - Și eu sunt Ucraina - Manifest poetic, pamflete, poeme, imnuri, blesteme (Ilustrații de Teodor Buzu, Editura Junimea, Iași)
- 2024 - O mie și una de eu fără umbre (Antologie de poezie), ilustrații de Florina Breazu, Edtura Cartego, Chișinău
- 2024 - Niciodată fața cealaltă / Nunca la otra cara (volum de versuri bilingv român-spaniol), Editura Junimea, Iași, traducere în spaniolă de Simona Ioana Leonti
- 2025 – Bunica Liuba, atoateștiutoarea (lustrații de Mihaela Mîndru, Editura Cartego, Chișinău)

A scris texte pentru spectacole de tip musical. A tradus și adaptat din limba rusă în română versuri pentru filme muzicale, de televiziune, de operetă și spectacole pentru copii.
- 2007 – pentru CD-ul de autor Tu și eu (muzică de Marian Stârcea);[35]
- 2008 – pentru CD-ul de autor O lume în ochi de copil (muzică de Marian Stârcea);[35]
- 2010 – autoarea textelor cântate pentru Muzicalul Porțile (The Gates) (muzică de Ghenadie Ciobanu);[36]
- 2011 – autoarea textelor cântate (traducere și adaptare din rusă în română după Муха-Цокотуха de Kornei Ciukovski) pentru Filmul Muzical Musca Bâza-Bâzâita (muzică de Iulia Sandu);[37]
- 2012 – autoarea textului piesei „It will be fine!”, prezentată la Junior Eurovision 2012 în Amsterdam;
- 2013 – autoarea textelor cântate pentru Spectacolul Douăsprezece scaune, muzica de Valy Boghean, în regia lui Petru Hadârcă;[36]
- 2013 – autoarea textelor cântate (traducere și adaptare din rusă în română) pentru Opereta Liliacul de Johann Strauss, regizor Mihai Timofti;[37]
- 2013 – autoarea textelor cărții de cântece pentru copii Portativul cu pistrui (muzică de Marian Stârcea);[35]
- 2014 – autoarea textelor CD-ului de autor Iubire, tu;[35]
- 2015 – autoarea textelor cântate pentru Spectacolul Pepi Ciorap Lung (muzica de Valy Boghean, în regia lui Petru Hadârcă);[36]
- 2015 – autoarea textelor cântate (traducere și adaptare din rusă în română) din spectacolul muzical pentru copii Reparatorii.[36]